# ويسدوم كانو
ويسدوم كانو مواليد 27 مارس 1993 في نيجيريا، هو لاعب كرة قدم نيجيري لعب سابقاً في نادي جرش السعودي.

## روابط خارجية
- ويسدوم كانو على موقع قاعدة بيانات كرة القدم.إي يو (الإنجليزية)
- ويسدوم كانو على موقع Soccerway.com (الإنجليزية)